# The Colorful Voices
《The Colorful Voices》는 M To M의 3집 앨범이다. 2007년 12월 11일 발매되었으며, M To M이 2년의 공백을 가진뒤에 발매한 정규앨범이다. 3집은 1집, 2집과는 달리 부드럽고 감미로운 창법보다는 거친 남성미를 강조한 창법이 특징으로, 이전 앨범과는 다른 색다른 매력을 느낄 수 있다. 특히 이번 앨범에 수록된 '손에 손 잡고'는 코리아나의 곡을 리메이크한 것으로, 12월 19일 대통령 선거 등 정치적 이슈 탓에 자칫 분열될 수도 있는 국민의 정서를 하나로 모으자는 뜻에서 곡을 선곡하였다 한다. 손에 손 잡고는 M To M과 SG워너비가 부르고 옥주현과 씨야가 코러스로 참여했다.

## 타이틀곡
- 새까맣게

## 트랙리스트
1. 새까맣게
2. Everything
3. 연가
4. 손에 손잡고 (feat. 옥주현, SG워너비)
5. 못된남자
6. 내 여자친구를 소개합니다
7. 가난한 사랑
8. 이별식
9. 연가 (feat.연지)
10. Return (feat.미료)
11. 사랑,사랑,사랑
12. 하루만
13. 이별 그리고 사랑
14. 눈감으면
15. 남자라서